# Ewa Bugdol
Ewa Bugdol (23 de diciembre de 1986) es una deportista polaca que compite en triatlón. Ganó una medalla en el Campeonato Europeo de Triatlón de Media Distancia de 2019, y dos medallas en el Campeonato Europeo de Triatlón de Larga Distancia en los años 2011 y 2016.

## Palmarés internacional
| Campeonato Europeo | Campeonato Europeo    | Campeonato Europeo | Campeonato Europeo |
| Año                | Lugar                 | Medalla            | Prueba             |
| ------------------ | --------------------- | ------------------ | ------------------ |
| 2019               | Târgu Mureș (Rumania) | Medalla de plata   | Individual         |

| Campeonato Europeo | Campeonato Europeo  | Campeonato Europeo | Campeonato Europeo |
| Año                | Lugar               | Medalla            | Prueba             |
| ------------------ | ------------------- | ------------------ | ------------------ |
| 2011               | Tampere (Finlandia) | Medalla de bronce  | Individual         |
| 2016               | Poznan (Polonia)    | Medalla de oro     | Individual         |